# بیابان معین‌قوم
معین‌قوم ویا مویون‌قوم (قزاقی: Мойынқұм، مویینقۇم) بیابانی در استان جامبیل در جنوب قزاقستان. مویون به زبان قزاقی به معنی گردنه است (هم‌ریشه با بویون در برخی زبان‌های دیگر ترکی‌تبار) و قوم در قزاقی معنی شن و بیابان می‌دهد.
این بیابان از رودخانه چو در شمال آغاز شده و تا کوهستان قره‌داغ (کاراتاو) و مرز قرقیزستان در جنوب ادامه می‌یابد. ارتفاع معین‌قوم بین ۳۰۰ متر در شمال تا ۷۰۰ متر در جنوب شرق نوسان دارد. آب و هوای آن قاره‌ای است و دمای هوا در ژانویه تا منفی ۴۰ پایین می‌رود و در ژوئیه به ۵۰ درجه بالای صفر می‌رسد. بیشتر گیاهان این بیابان عبارتند از سیاه‌تاغ، گون، درمنه و جگن.
این بیابان دارای ذخایر اورانیوم است. از آن جمله می‌توان معدن‌های دورت‌قودوق (به معنی چهار چاه) و معدن پروژه کامیکو را نام برد. معادن اورانیوم توسط شرکت فرانسوی-قزاقی «کاتکو» بهره‌برداری می‌شود.